# Sulaiman Nadvi
Œuvres principales
Khutbat-e-Madras
Sirat-un-Nabi (co-auteur)
Sulaiman Nadvi né le 22 novembre 1884 et décédé 22 novembre 1953 était un savant musulman ('alim), historien, écrivain pakistanais. Savant répute, il est notamment co-auteur de Sirat-un-Nabi et a écrit Khutbat-e-Madras.

## Jeunesse et éducation
Sulaiman Nadvi est né le 22 novembre 1884 en Inde britannique. Son père, Abul Hasan était soufi,.
Sulaiman Nadvi a été influencé par Shibli Nomani à Lucknow. En 1906, il obtient son diplôme de Nadva. En 1908, Nadvi est nommé professeur d'arabe moderne et de théologie à Dar-ul-Uloom Nadva. Son contemporain à Nadva était Abul Kalam Azad qui venait de Calcutta et avait rejoint la Nadva. Sulaiman Nadvi et Abul Kalam Azad étaient les élèves préférés de Maulana Shibli Nomani. Sulaiman Nadvi fut plus tard destiné à devenir l'un des biographes du Prophète de l'Islam et un historien de son vivant.
L'université musulmane d'Aligarh lui a décerné le titre honorifique de docteur en littérature (DLitt) en 1941.

## Contribution à la littérature islamique
En 1933, il publie une de ses œuvres majeures, Khayyam. Le thème de ce livre était un article sur le célèbre érudit et poète persan Omar Khayyam,,.
Sulaiman Nadvi, ainsi que d'autres partisans de l'unité hindouiste-musulmane en Inde britannique, ont suggéré d'abandonner le terme « ourdou » au profit d'« hindoustani » parce que le premier évoquait l'image d'une conquête militaire et d'une guerre alors que le second ne contenait pas ce bagage symbolique.
Nadvi a fondé Dar-ul-Mosannefeen (Académie des Auteurs), également connue sous le nom de Shibli Academy, à Azamgarh. Le premier livre publié à cet endroit fut Ard-ul-Quran (2 volumes),.

## Émigration au Pakistan et décès
Un des biographes de Sulaiman Nadvi a affirmé : « Il est érudit et objectif dans son traitement de l'histoire, qui fait davantage appel à l'esprit qu'au cœur ».
En juin 1950, Nadvi arrive au Pakistan et s'installe à Karachi. Il a été nommé président du conseil d'administration de Taleemat-e-Islami pour donner des conseils sur les aspects islamiques de la constitution du Pakistan. Il est décédé le 22 novembre 1953 à Karachi à l'âge de 69 ans,.

## Œuvre littéraire
Voici une liste de quelques-unes des œuvres de Nadvi :
- Sirat-un-Nabi (La vie du prophète) par Shibli Nomani, le professeur de Sulaiman Nadvi. Shibli a commencé à écrire ce livre, qui a été par la suite terminé par Sulaiman Nadvi après la mort de Shibli en 1914[1],[2].
- Seerat-e-Aisha[2]
- Khutbat-e-madras[2]
- Rahmat-e-Aalam[7]
- Ahl-us-Sunnah-wal-Jamâ'ah[7]
- Khayyam (about the contributions of Omar Khayyam, published in 1933)[1],[2]

## Crédit d'auteurs
- (en) Cet article est partiellement ou en totalité issu de l’article de Wikipédia en anglais intitulé « Sulaiman Nadvi » (voir la liste des auteurs).